# Ingo König
Ingo König (* 16. Juli 1934 in Warnsdorf, Tschechoslowakei) ist ein deutscher Agrarwissenschaftler auf dem Gebiet der Tierzucht.

## Leben und Wirken
Vier Jahre nach seiner Geburt wurden die deutschbesiedelten Grenzgebiete der Tschechoslowakei als Reichsgau Sudetenland in das Deutsche Reich integriert. Während des Zweiten Weltkrieges besuchte er in Warnsdorf die Volksschule. Nach der Vertreibung 1945 lebte die Familie in Remschütz bei Saalfeld/Saale. Er durchlief hier eine Grundschule, danach 1948–1952 die Otto-Ludwig-Oberschule und schloss mit dem Abitur ab. Es folgten 1952–1954 eine landwirtschaftliche Lehre auf dem VEG Deubachshof bei Eisenach mit dem Abschluss als Landwirtschaftsgehilfe und 1954–1957 das Studium an der Landwirtschaftlichen Fakultät der Friedrich-Schiller-Universität Jena mit der Prüfung zum Diplomlandwirt. König war schon während des Studiums als wissenschaftlicher Hilfsassistent am Jenaer Institut für Tierzucht bei Professor Fritz Hofmann tätig; anschließend wurde er wissenschaftlicher Assistent und leitete bis 1960 die Schweinestammzuchtanlage im zugeordneten Lehr- und Versuchsgut Jena-Zwätzen. Ab 1961 baute er in dem neuen Betriebsteil Wichmar bei Camburg eine Vatertierprüfstation für Schweine und Rinder mit einer der ersten Schweinebesamungsstationen auf und leitete diese bis 1965. 1962 legte er die staatliche Tierzuchtleiterprüfung ab. Von Wichmar aus erfolgten in dieser Zeit die Einführung der Schweinebesamung in den ersten Herdbuchzuchtbetrieben Thüringens sowie die ersten Eigenleistungsprüfungen bei Jungebern. Auf der Basis der Schrift „Schweinebesamung“ (zusammen mit I. Tschinkel und H. Scheller) wurden Tausende Schweinebesamungstechniker der DDR ausgebildet.
1966 wechselte König an das Institut für Tierzuchtforschung (IfT) Dummerstorf der Akademie der Landwirtschaftswissenschaften der DDR (DAL, ab 1972 AdL) und war hier bis 1968 Leiter der Abteilung Schweinezucht. Nach einer Umstrukturierung wurde er ab 1969 Leiter der Abteilung Fortpflanzung im Bereich Schweine des IfT und 1972 nach einer weiteren Umbildung Direktor des Bereichs Fortpflanzung, nun im Forschungszentrum für Tierproduktion (FZT) Dummerstorf-Rostock. 1970 reichte er gemeinsam mit Ingeborg Tschinkel eine kollektive Habilitationsschrift ein, welche den Beginn der schrittweisen Einführung eines komplexen Systems der Fortpflanzungsorganisation in großen Schweinproduktionsanlagen markierte. Die Universität Rostock erteilte König 1971 die Facultas Docendi für das Fachgebiet „Schweinezucht und -haltung“. Im Jahre 1973 initiierte König die Aufnahme der Forschungsarbeiten zum Embryotransfer beim Rind im FZT Dummerstorf. Es entstand ein internationales Forscherkollektiv „Embryotransfer“, dem die führenden Fortpflanzungsforscher von sieben RGW-Ländern angehörten. Die Forschungen wurden kooperativ auf die Themen Befruchtungsbiologie und Gentechnik erweitert. Es gelang König, die im Jahre 1962 durch staatlichen Eingriff in Dummerstorf eingestellte Fortpflanzungsforschung mit Hilfe der Schwerpunkte Schweinebesamung und Embryotransfer Rind (ETR) wieder in einem großen Forschungsbereich zu etablieren (1989 waren es 108 Mitarbeiter). Zum ETR erschien 1987 ein Handbuch für die Ausbildung der Spezialisten (1990 bereits die zweite Auflage).
Bei der Abwicklung des FZT und der Neugründung des Instituts für Nutztierbiologie (1991//92) wurden die Bewerbungen von König für Leitungsfunktionen nicht angenommen. Zusammen mit einer kleinen Arbeitsgruppe konnte er im Rahmen des Wissenschaftler-Integrations-Programm (WIP) das Projekt „Reproduktionsbiologie“ bearbeiten und danach 1994/97 die Forschungsgruppe „Nutztierökologie“ im Institut für umweltgerechte Tierhaltung der Universität Rostock leiten. Danach ging er in den Vorruhestand. Er war Mitinhaber von fünf Patenten und verfasste allein oder mit anderen 255 wissenschaftliche Publikationen.

## Ehrenamt

### National
- 1967 – 1990 Kooperationsverband „Fleischschwein“ im Bezirk Rostock (Vors.)
- 1973 – 1990 Sektion Tierphysiologie und Tierhygiene der AdL
- 1978 – 1990 Forschungskooperationsgemeinschaft der AdL (Vors.)
- 1982 – 1990 Wissenschaftlicher Rat der AdW-Hauptforschungsrichtung „Wirkstoffforschung“
- 1984 – 1990 Sektion Tierzüchtung und Züchtungsforschung der AdL
- 1985 – 1990 Beirat der Wissenschafts-Produktions-Kooperation Rindfleisch Klockenhagen
- 1986 – 1990 Wiss. Rat des AdW-Forschungsprogramms „Biowissenschaften einschließlich naturwiss. Grundlagen der Medizin“
- 1987 – 1990 Wiss. Rat der Forschungsstelle für Wirbeltierforschung der AdW
- 1988 – 1990 Wiss. Rat der AdL für Tierproduktionsforschung und Veterinärmedizin
- 1990 – 1991 2. Stellvertreter des Direktors des FZT Dummerstorf-Rostock

### International
- 1972 – 1990 Hauptkoordinator der zweiseitigen Zusammenarbeit UdSSR/DDR „Produktion und Erprobung von Hormonen und synthetischen Präparaten für die Tierproduktion“.
- 1972 – 1989 Koordinator der mehrseitigen Zusammenarbeit innerhalb des RGW zum Thema „Fortpflanzungsbiologie und Fortpflanzungssteuerung bei Rind, Schwein und Schaf“.

### Regional
- 1967–1968 Mitglied der Gemeindevertretung Dummerstorf, teilweise Vors. der Kommission Versorgung, danach der für Bau.
- 1968 Mitbegründer und Gründungsvorsitzender der IG Wohnungsbau für 8 WE zur Errichtung der ersten Eigenheime in Dummerstorf (1969/71).
- 1990–2004 Mitbegründer und Mitglied des Vorstandes und Hauptkoordinator für Wissenschaft des Vereins „agrarumwelt“, der ab 1990 in Zusammenarbeit mit dem Arbeitsamt arbeitslose Wissenschaftler des FZT Dummerstorf und der Landw. Fakultät Rostock beschäftigte und betreute.
- 1990–1991 Initiator und Mitgesellschafter der Bioset-GmbH (Vertrieb von Biotechnika und Technologietransfer), in der fünf arbeitslose Mitarbeiter kurzfristig beschäftigt wurden.

## Ehrungen
- 1981 Ernennung zum Professor der AdL der DDR
- 1974 Nationalpreis I. Klasse für Wissenschaft und Technik der DDR (im Kollektiv)
- 1981 Banner der Arbeit II (im Kollektiv)
- 1985 Banner der Arbeit III (im Kollektiv)
- 2014 Thünen-Plakette der Thünen-Gesellschaft Tellow

## Veröffentlichungen
- Künstliche Besamung auch beim Schwein. In: Tierzucht, 14 (1960), H. 11, 1.–4.
- Praktische Erfahrungen mit dem System des periodischen Abferkelns. Deutscher Landwirtschaftsverlag, 5 (1960), 1–4.
- Die Prüfung auf Zuwachs und Futterverwertung bei Jungebern zum Zwecke der Zuchtauswahl. Diss. Landw. Fak. der Uni Jena, 1961.
- Bedeutung und Möglichkeiten der Brunstsynchronisation für den Großbetrieb der Schweinefleischproduktion. Schriftenreihe des VEB Jenapharm, Tierische Reproduktion und Produktion, Nr. 2., 1969, S. 78
- mit Ingeborg Tschinkel: Künstliche Besamung und Brunstsynchronisation als Hauptbestandteile der Fortpflanzungstechnologie beim Schwein. Promotion B (Hab.schrift) Uni Rostock, 1970.
- mit I. Tschinkel u. H. Scheller: Schweinebesamung: Biologie, Technik, Organisation, Berlin 1971, 183 S.; 2. Aufl. 1973; slowak. Übers. Bratislava 1976, span. Übers. Zaragoza 1979, 181 S.; 3. Aufl. 1978, russ. Übers. Moskau 1980, 175 S.; 4. Aufl. 1986, 5. überarb. Aufl., 1990, 194 S.
- Brunstsynchronisation bei Sauen, Markkleeberg 1973.
- mit P. Rommel: Verfahren der Eitransplantation zur Erhöhung des Zuchtfortschrittes bei Rindern. Wiss. Tagung der KMU Leipzig, 7.-8.2.1979, Tagungsbericht Teil 2, 458–468.
- Fortpflanzung bei Schweinen (bulg. Übers.), Sofia 1982.
- Fortpflanzungstechnologie in industriemäßiger Schweineproduktion (slowen. Übers.), Bratislava 1982.
- Fortpflanzung bei Schweinen: Physiologie u. biotechn. Steuerung der Fortpflanzung. Hrsg. Ingo König, Berlin 1982.
- mit P. Rommel: Embryotransfer beim Rind, Biologie-Technik-Organisation, DLV Berlin 1987, 2. durchges. Aufl. 1990.
- mit I. Tschinkel u. H. Boettcher: Die Anfänge der Schweinebesamung in Thüringen. In: 8. Geschichtsheft der Thür. Landesanstalt für Landwirtschaft Jena, Heft 13/2002, S. 61–75
- Fortpflanzungsforschung in Dummerstorf 1966 – 1991. In: Erich Rübensam u. Hans Wagemann (Hrsg.): Erinnerungen von Zeitzeugen an ihr Wirken in der Agrarwissenschaft der DDR. Van Derner Verlag 2011.
- Fortpflanzungsforschung im Forschungszentrum für Tierproduktion Dummerstorf – Beispiel für einen komplexen Forschungsprozess in der AdL der DDR. In: Forschungsakademien in der DDR – Modelle und Wirklichkeit. Leipzig 2013. Vortrag zum X. John-Desmond-Bernal-Tag am 1./2. Dezember 2012 in Berlin.

### Mitautorenschaft
- Internationales Handbuch der Tierproduktion – Schweine, Berlin 1975
- Industriemäßige Schweineproduktion, Berlin 1975

## Einzelnachweis
1. ↑  Ingo König im Biographischen Lexikon der Landwirtschaft Seite 1012ff

| Personendaten    | Personendaten                            |
| ---------------- | ---------------------------------------- |
| NAME             | König, Ingo                              |
| KURZBESCHREIBUNG | deutscher Tierzuchtwissenschaftler       |
| GEBURTSDATUM     | 16. Juli 1934                            |
| GEBURTSORT       | Varnsdorf, Okres Děčín, Tschechoslowakei |